# Маршрутизация
Маршрутизация (англ. Routing) — процесс определения оптимального маршрута данных в сетях связи.
Маршруты могут задаваться административно (статические маршруты), либо вычисляться с помощью алгоритмов маршрутизации, базируясь на информации о топологии и состоянии сети, полученной с помощью протоколов маршрутизации (динамические маршруты).
Статическими маршрутами могут быть:
- маршруты, не изменяющиеся во времени;
- маршруты, изменяющиеся по расписанию;

Маршрутизация в компьютерных сетях выполняется специальными программно-аппаратными средствами — маршрутизаторами; в простых конфигурациях может выполняться и компьютерами общего назначения, соответственно настроенными.

## Маршрутизируемые протоколы
Протокол маршрутизации может работать только с пакетами, принадлежащими к одному из маршрутизируемых протоколов, например, IP, IPX или Xerox Network System, AppleTalk. Маршрутизируемые протоколы определяют формат пакетов (заголовков), важнейшей информацией из которых для маршрутизации является адрес назначения. Протоколы, не поддерживающие маршрутизацию, могут передаваться между сетями с помощью туннелей. Подобные возможности обычно предоставляют программные маршрутизаторы и некоторые модели аппаратных маршрутизаторов.

## Программная и аппаратная маршрутизация
Первые маршрутизаторы представляли собой специализированное ПО, обрабатывающее приходящие IP-пакеты специфичным образом. Это ПО работало на компьютерах, у которых было несколько сетевых интерфейсов, входящих в состав различных сетей (между которыми осуществляется маршрутизация). В дальнейшем появились маршрутизаторы в форме специализированных устройств. Компьютеры с маршрутизирующим ПО называют программные маршрутизаторы, оборудование — аппаратные маршрутизаторы.
В современных аппаратных маршрутизаторах для построения таблиц маршрутизации используется специализированное ПО («прошивка»), для обработки же IP-пакетов используется коммутационная матрица (или другая технология аппаратной коммутации), расширенная фильтрами адресов в заголовке IP-пакета.

### Аппаратная маршрутизация
Выделяют два типа аппаратной маршрутизации: со статическими шаблонами потоков и с динамически адаптируемыми таблицами.
Статические шаблоны подразумевают разделение всех входящих в маршрутизатор IP-пакетов на виртуальные потоки; каждый поток характеризуется набором признаков для пакета такие как: IP-адресами отправителя/получателя, TCP/UDP-порт отправителя/получателя (в случае поддержки маршрутизации на основании информации 4 уровня), порт, через который пришёл пакет.
Оптимизация маршрутизации при этом строится на идее, что все пакеты с одинаковыми признаками должны обрабатываться одинаково (по одинаковым правилам), при этом признаки проверяются только для первого пакета в потоке (при появлении пакета с набором признаков, не укладывающимся в существующие потоки, создаётся новый поток), по результатам анализа этого пакета формируется статический шаблон, который и используется для определения правил коммутации приходящих пакетов (внутри потока). Обычно время хранения неиспользующегося шаблона ограничено (для освобождения ресурсов маршрутизатора). Ключевым недостатком подобной схемы является инерционность по отношению к изменению таблицы маршрутизации (в случае существующего потока изменение правил маршрутизации пакетов не будет «замечено» до момента удаления шаблона).
Динамически адаптируемые таблицы используют правила маршрутизации «напрямую», используя маску и номер сети из таблицы маршрутизации для проверки пакета и определения порта, на который нужно передать пакет. При этом изменения в таблице маршрутизации (в результате работы, например, протоколов маршрутизации/резервирования) сразу же влияют на обработку всех новопришедших пакетов. Динамически адаптируемые таблицы также позволяют легко реализовывать быструю (аппаратную) проверку списков доступа.

### Программная маршрутизация
Программная маршрутизация выполняется либо специализированным ПО маршрутизаторов (в случае, когда аппаратные методы не могут быть использованы, например, в случае организации туннелей), либо программным обеспечением на компьютере. В общем случае, любой компьютер осуществляет маршрутизацию своих собственных исходящих пакетов (как минимум, для разделения пакетов, отправляемых на шлюз по умолчанию и пакетов, предназначенных узлам в локальном сегменте сети). Для маршрутизации чужих IP-пакетов, а также построения таблиц маршрутизации используется различное ПО:
- Сервис RRAS (англ. routing and remote access service) в Windows Server
- Домены routed, gated, quagga в Unix-подобных операционных системах (Linux, FreeBSD и т. д.)

## Маршрутизация в сети Интернет
Маршрутизация в сети Интернет основана на протоколах TCP/IP.
Передача информации осуществляется с помощью IP-пакетов, заголовок каждого IP-пакета содержит IP-адреса получателя и отправителя пакета. Каждый пакет обрабатывается маршрутизатором в соответствии с его таблицей маршрутизации. Таблица, в свою очередь, содержит информацию, компьютеру с каким адресом направлять пакеты с тем или иным диапазоном адресов. Например, все пакеты определённого диапазона могут направляться другому маршрутизатору, который «отвечает» за этот сегмент.
В ряде случаев маршрутизатор может преобразовывать заголовок пакета, заменяя адреса отправителя и/или получателя пакета. В частности, это происходит при взаимодействии локальной сети (имеющей свои адреса) с глобальной сетью Интернет. В этом случае локальная сеть может быть видна извне по одному глобальному IP-адресу. Для того, чтобы маршрутизатор мог направлять пакеты с одним глобальным адресом тем или иным получателям в локальной сети, используется таблица NAT, где помимо IP-адресов указываются порты, идентифицирующие приложения, устанавливающие соединение. При этом номера портов указаны не в заголовке IP-пакета, а в заголовке сегмента TCP либо UDP (сегменты инкапсулируются в поле данных IP-пакетов). Это позволяет осуществлять взаимно-однозначную идентификацию получателя и отправителя в тех случаях, когда за одним глобальным адресом находится множество компьютеров локальных сетей. Пример таблицы NAT:
| Глобальный адрес     | Локальный адрес   |
| -------------------- | ----------------- |
| 209.165.200.226:1444 | 192.168.1.15:1444 |
| 209.165.200.226:1445 | 192.168.1.26:1444 |